# Upper Fruitland (Nuevo México)
Upper Fruitland es un lugar designado por el censo ubicado en el condado de San Juan en el estado estadounidense de Nuevo México. En el Censo de 2010 tenía una población de 1662 habitantes y una densidad poblacional de 83,89 personas por km².

## Geografía
Upper Fruitland se encuentra ubicado en las coordenadas 36°43′13″N 108°19′8″O / 36.72028, -108.31889. Según la Oficina del Censo de los Estados Unidos, Upper Fruitland tiene una superficie total de 19.81 km², de la cual 19.24 km² corresponden a tierra firme y (2.9%) 0.57 km² es agua.

## Demografía
Según el censo de 2010, había 1662 personas residiendo en Upper Fruitland. La densidad de población era de 83,89 hab./km². De los 1662 habitantes, Upper Fruitland estaba compuesto por el 0.96% blancos, el 0% eran afroamericanos, el 95.61% eran amerindios, el 0% eran asiáticos, el 0% eran isleños del Pacífico, el 0.66% eran de otras razas y el 2.77% pertenecían a dos o más razas. Del total de la población el 3.85% eran hispanos o latinos de cualquier raza.